# Cataingan
Cataingan ist eine philippinische Stadtgemeinde in der Provinz Masbate, in der Verwaltungsregion V, Bicol. Sie hat 50.327 Einwohner (Zensus 1. August 2015), die in 36 Barangays lebten. Sie wird als Gemeinde der zweiten Einkommensklasse auf den Philippinen eingestuft. Das Gemeindezentrum liegt ca. 62 km südöstlich der Provinzhauptstadt Masbate City und ist über die Küstenstraße von dort aus erreichbar. Ihre Nachbargemeinden sind Placer im Südwesten, Palanas im Nordwesten und Pio V. Corpuz im Südosten. Der lange Küstenstreifen der Gemeinde liegt an der Samar-See. 

## Baranggays
| - Abaca - Aguada - Badiang - Bagumbayan - Cadulawan - Cagbatang - Chimenea - Concepcion - Curvada - Divisoria - Domorog - Estampar | - Gahit - Libtong - Liong - Maanahao - Madamba - Malobago - Matayum - Matubinao - Mintac - Nadawisan - Osmeña - Pawican | - Pitogo - Poblacion - Quezon - San Isidro - San Jose - San Pedro - San Rafael - Santa Teresita - Santo Niño - Tagboan - Tuybo - Villa Pogado |